# Conductă

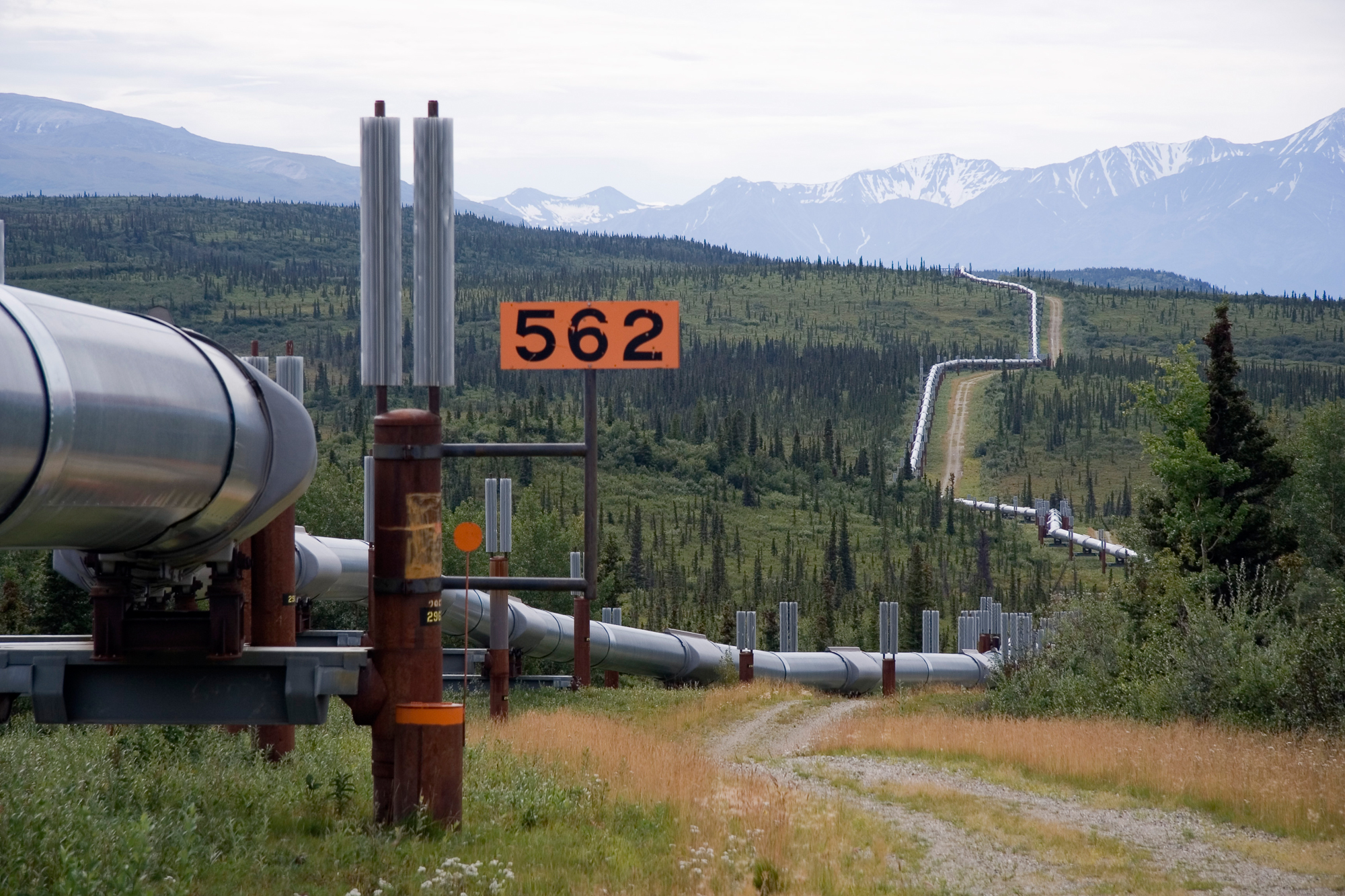
Conductă în Alaska

Conducta reprezintă un ansamblu de țevi din metal, beton, lemn etc. sau o instalație destinată transportului lichidelor (cel mai adesea), gazelor, sau materialelor pulverulente, pe un anumit traseu. 